# Gualtiero Bassetti
Gualtiero Bassetti  (Popolani di Marradi, 7. travnja 1942.) talijanski je katolički prelat koji je služio kao nadbiskup Perugie-Città della Pieve od 2009. do 2022. godine. Biskup je od 1994., a kardinalom je proglašen 2014. Bio je predsjednik Talijanske biskupske konferencije od 2017. do 2022. godine.
Izabran je za pročelnika Katoličke biskupske konferencije Umbrije 2012. i imenovan je zamjenikom predsjednika Talijanske biskupske konferencije.